# エフエムしながわ
株式会社エフエムしながわは、東京都品川区の一部地域を放送対象地域として超短波放送（FM放送）を営む特定地上基幹放送事業者である。
しなラジ889の愛称でコミュニティ放送を行っている。

## 概要
2019年（令和元年） 6月開局。品川区はケーブルテレビ品川の協力を得てコミュニティ放送局を開局するものとして、2018年度（平成30年度）に予算を計上、2019年（平成31年）2月に免許人とすべく当社を設立した。
本社・演奏所（スタジオ）は品川区戸越のケーブルテレビ品川内にあり、スタジオは同社の設備を利用する。送信所は品川区西品川のファミーユ下神明屋上にあり、特定地上基幹放送局の呼出符号はJOZZ3CR-FM、呼出名称はエフエムしながわ、周波数88.9MHz、空中線電力20Wで送信している。
放送区域は品川区と大田区の各一部地域。サービス提供エリアを東京都品川区全域と称し、東京23区と神奈川県東部、千葉県浦安辺りまで聴取できる。ケーブルテレビ品川でも同周波数で再送信している。インターネット配信はJCBAインターネットサイマルラジオによる。
ケーブルテレビ品川は東急グループに属しており、エフエム品川では大半の時間を同グループのケーブルテレビ局イッツ・コミュニケーションズ傘下のコミュニティ放送局「FMサルース」（神奈川県横浜市青葉区）のサイマル放送を行うが、一部時間は独自番組に差し替えて放送する。

## 株主
株主による。
- ケーブルテレビ品川
- 品川区
- その他10社

出資比率からケーブルテレビ品川と品川区はマスメディア集中排除原則にいう支配関係にある。

## 沿革
- 2019年（平成31年/令和元年）
  - 2月24日 - 株式会社エフエムしながわ設立[5]。
  - 4月10日 - 特定地上基幹放送局の予備免許取得[3]。
  - 4月22日 - 午後1時35分より試験電波発射開始。音楽に乗せて、女声による日本語と男声による英語で試験電波発射中とアナウンス。
  - 5月23日 - 特定地上基幹放送局の免許取得[8]。
  - 6月1日 - 正午に開局[8][9]。1時間の開局特別番組とかわさき市民放送制作『祝エフエムしながわ開局特番～ かわさきサタデーSTREAM　しながわプラス』（13:45～14:00 ポマーレ・そりまち）を放送[10]。JCBAインターネットサイマルラジオによるインターネット配信も開始。
  - 7月24日 - 区内4警察署が情報発信を依頼[11]。
  - 12月7日 - 区内一斉防災訓練で区役所の臨時スタジオからラジオ生放送の緊急放送訓練を実施[12]。
  - 12月16日 - ケーブルテレビ品川で再送信開始[6]。
- 2020年（令和2年）12月13日 - 区内一斉防災訓練で区役所の臨時スタジオからケーブルテレビ品川とラジオ生放送の緊急放送訓練を実施[13]。

## 番組
2021年9月現在
次の番組以外（番組編成全体の約8割）は、前述のとおりFMサルースをサイマル放送する。その際、「ここからの時間はFMサルースの番組をお楽しみください。」とコメントを入れて飛び乗る。時報はなく、毎正時にステーションIDが入る。
| 放送番組                                | 放送時間                                                                | パーソナリティ                              | 構成・内容・備考 |
| --------------------------------------- | ----------------------------------------------------------------------- | ------------------------------------------- | --- |
| 品川区広報情報番組 ほっとラジオしながわ | 月〜金 11:00 - 11:30 同日 22:00 - 22:30（再）                           | （月・火・木） 原つとむ （水・金） 安田さち | 品川区からのお知らせやイベント情報 - 日替わりコーナー - 月：岩本公水の教えて!しながわ自慢 - 火：こんにちは!区役所です - 水：つながる わ!ともまちインフォメーション - 木：黒澤明子 朗読の部屋 - 金：しながわ!子育て応援メッセージ、海沼実の童謡ヒーリング |
| シナガワンラジオ                        | 金 11:30 - 13:00                                                        | JURA（ユラ）／岡田拓海                      | 2019年10月4日放送開始。エフエムしながわ初の生放送番組。 2020年7月までの放送時間は12:00 - 13:00だったが、同年8月7日より拡大した。 |
| みらいの大井町をつくる・ラボ            | 水 18:00 - 19:00                                                        | 慶應義塾大学飯盛研究室の学生                | 第1週は大井町より生放送、第2～5週は第1週の再放送。 |
| 山口竜之介の大崎フリーク!               | 金 20:30 - 20:56                                                        | 山口竜之介                                  | 2020年8月7日放送開始。品川区大崎の街のイベント情報や大崎駅西口商店会のマスコットキャラクター「大崎一番太郎」のお知らせなど、大崎の魅力を紹介する超局所的番組。                                                                                           |
| TRAFFIC & WEATHER                       | 月〜金 毎時56分＋α（右記） 土・日 毎時56分                              | （自動音声）                                | 品川区内を走る鉄道各線の運行情報と品川区の天気予報。 自動音声の文言組合せのためWEATHERは深夜早朝も放送。 7時台・8時台の『Morning Music & Information』内でも、平日のみ7:15、7:30、7:45、8:15、8:30、8:45に放送。                                         |
| Sound Design                            | 水 17:00 - 18:00 月 - 金 18:30 - 19:00 金 23:00 - 0:00 毎日 0:00 - 7:00 | （Non-DJ）                                  | 自社制作のノンストップ音楽番組。FMサルースの青葉区政番組等の差し替え。 FMサルースは深夜・未明の放送をしていないが、当局では独自番組を放送。 上記のとおり毎時56分から「WEATHER」を放送。 2020年9月までは「Music」として月〜金 11:30 - 12:00も放送。       |

### 終了した番組
Dream Selection
木曜日 12:00 - 12:30（2019年10月3日 - 2021年5月27日）